# Cacia singaporensis
Cacia singaporensis är en skalbaggsart som beskrevs av Stefan von Breuning 1974. Cacia singaporensis ingår i släktet Cacia och familjen långhorningar. Inga underarter finns listade.